# Biomasseheizkraftwerk Baden

Aufnahme während der Errichtung des Werkes

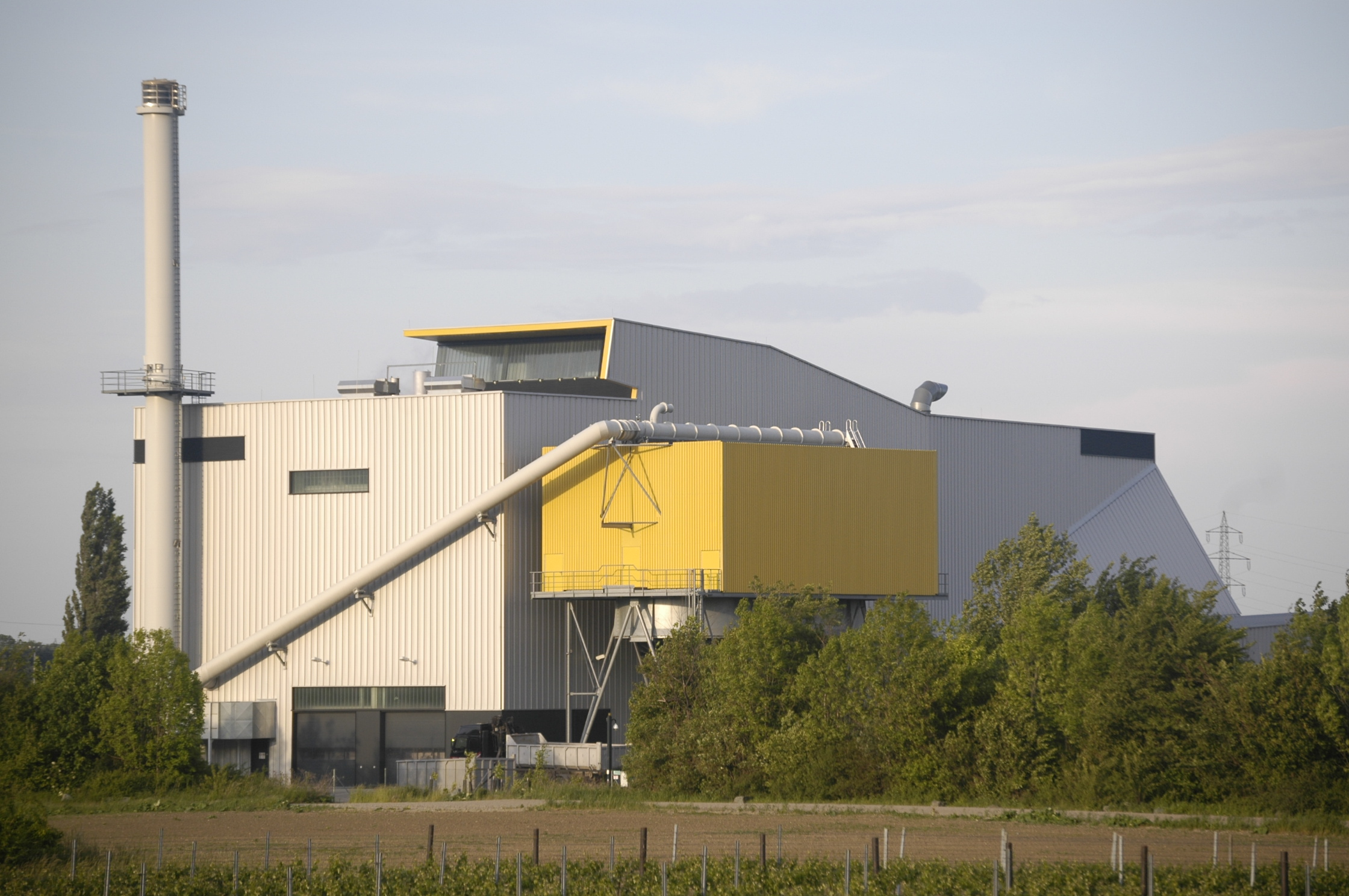
Ansicht von Südosten. Mittig der Luftkondensator (LUKO – gelb) mit der Vakuumabdampfleitung

Das Biomasseheizkraftwerk Baden ist ein Biomasseheizkraftwerk, das in Tribuswinkel bei Baden bei Wien steht. Es versorgt das Fernwärmenetz Baden und wird von der EVN Wärme betrieben.

## Geschichte
Ende der 1950er Jahre beschloss die Stadtgemeinde Baden ein eigenes Fernwärmenetz zur Versorgung der eigenen Gebäude der Stadt zu errichten und so stand im Jahre 1957 bereits eine Fernwärmeleistung von 8 MW zur Verfügung.  Dies war auch der Beginn des Fernheiznetzes Baden, da nachfolgend auch andere Objekte versorgt wurden.
Vom Beginn im Jahre 1956 an wurde der Brennstoff Heizöl schwer eingesetzt. 1983 wurde die Energieversorgung auf Erdgas umgestellt, als die damalige NIOGAS im Zuge der Erweiterung der Gasversorgung einen Hochdruckanschluss für Erdgas errichtete. Im Jahre 1996 erwarb die EVN das Fernwärmenetz von der Stadt und ist seitdem der Betreiber. Im Jahre 2005 wurde beschlossen die Wärmeversorgung auf Biomasse umzustellen und 2006 konnte das neue Heizkraftwerk in Betrieb gehen; dieses steht auf dem Gemeindegebiet von Tribuswinkel und ist mit einer Fernwärmetransportleitung mit dem alten Fernheizwerk in Baden, am Grunddauerweg, verbunden.

## Technik des Biomasseheizkraftwerkes
Die Biomasse, ausschließlich Waldhackgut, wird von Lastkraftwagen und Traktoren zur Anlage angeliefert. Erst fahren diese über eine Brückenwaage und kippen hernach das Waldhackgut in einen Bunker ab. Von dort wird das Waldhackgut über Schubböden und Förderbänder in einen Bunkerraum transportiert, der eine Lagerkapazität von rund 5.000 SRM aufweist.
Nach Lagerung wird der Brennstoff zum Kessel – konstruiert von der österreichischen Bertsch – transportiert, der eine Brennstoffwärmeleistung von rund 28 MW hat und mit einem Trommeldruck von rund 63 bar(a) betrieben wird. Der Überhitzer erwärmt den Dampf auf rund 480 °C, bevor er der Turbine zugeführt wird. Um eine optimale Verbrennung zu gewährleisten, wird die Verbrennungsluft mit Turbinenabdampf auf rund 200 °C vorgewärmt dem Kessel zugeführt, was gleichzeitig eine Verbesserung des Kesselwirkungsgrades bedeutet.
Das Herz des Heizkraftwerkes ist eine Dampf-Turbine der Firma Blohm + Voss,  gekoppelt mittels Getriebe an einen Generator der Firma Elin (Weiz) mit einer elektrischen Engpassleistung von 5 MW. Die elektrische Energie wird in einem Turbogenerator mit einer Spannung von 6,3 kV generiert und über einen Maschinentransformator auf 20 kV transformiert, um in das elektrische Mittelspannungsnetz der Wienenergie einzuspeisen.
Die Dampfturbine besitzt eine druck- und mengenmäßig geregelte Entnahme, von der Dampf für die Fernwärmeversorgung des Badener Netzes entnommen wird.
Die Abgasreinigung erfolgt durch einen Multizyklon und zusätzlich einen Elektrofilter.

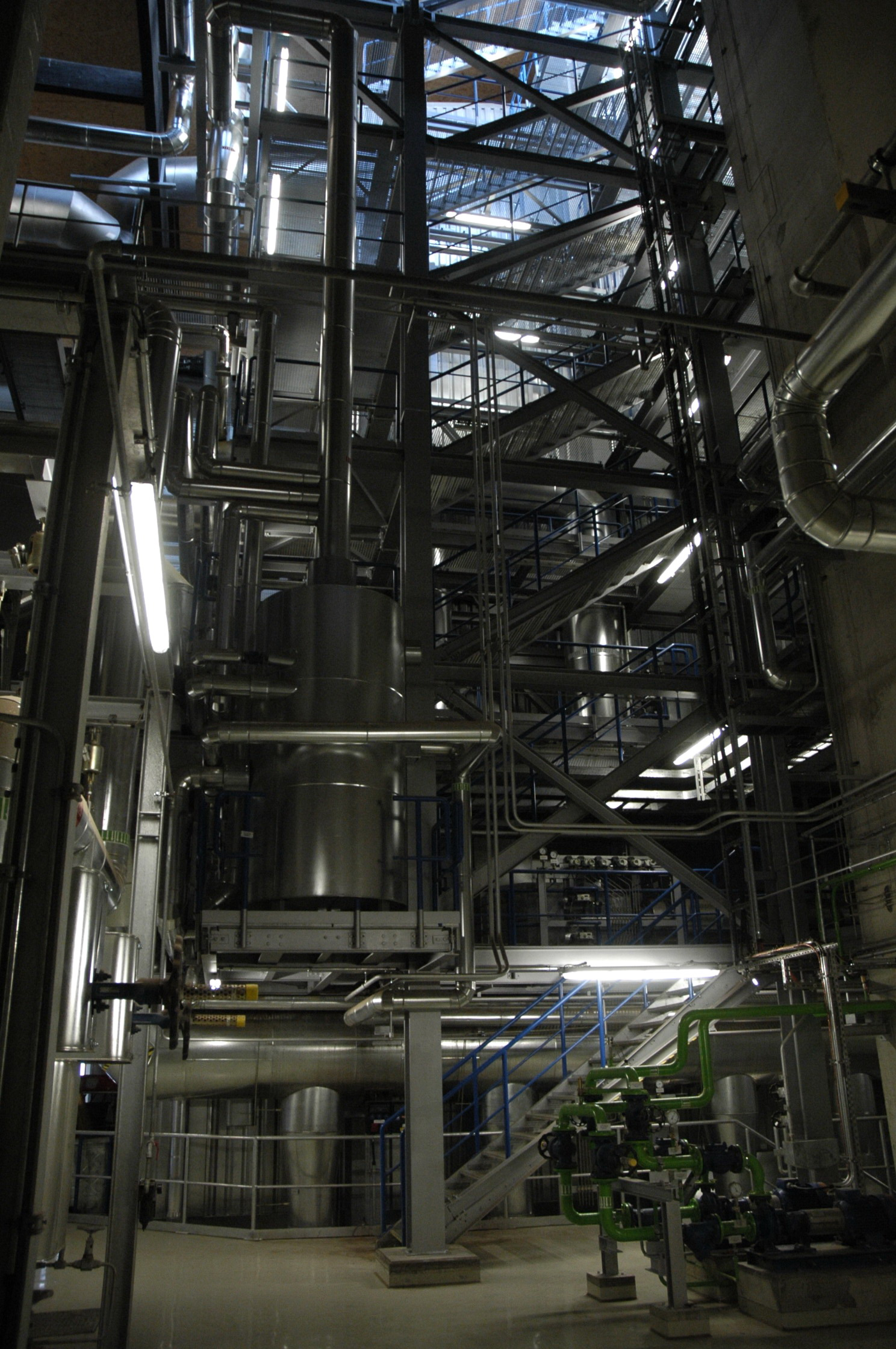
Wasserrohrkessel der Fa. Bertsch
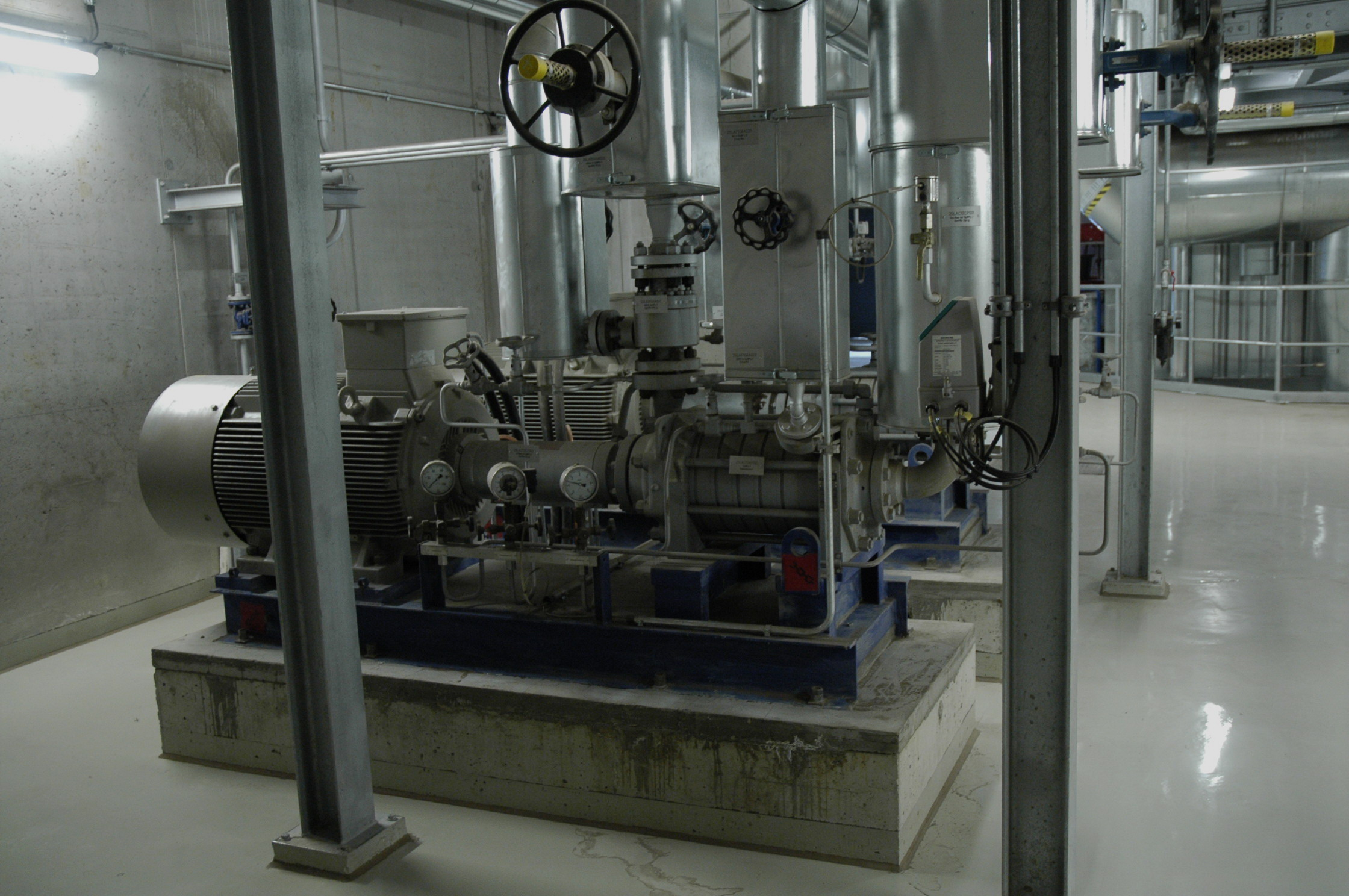
Speisewasserpumpen
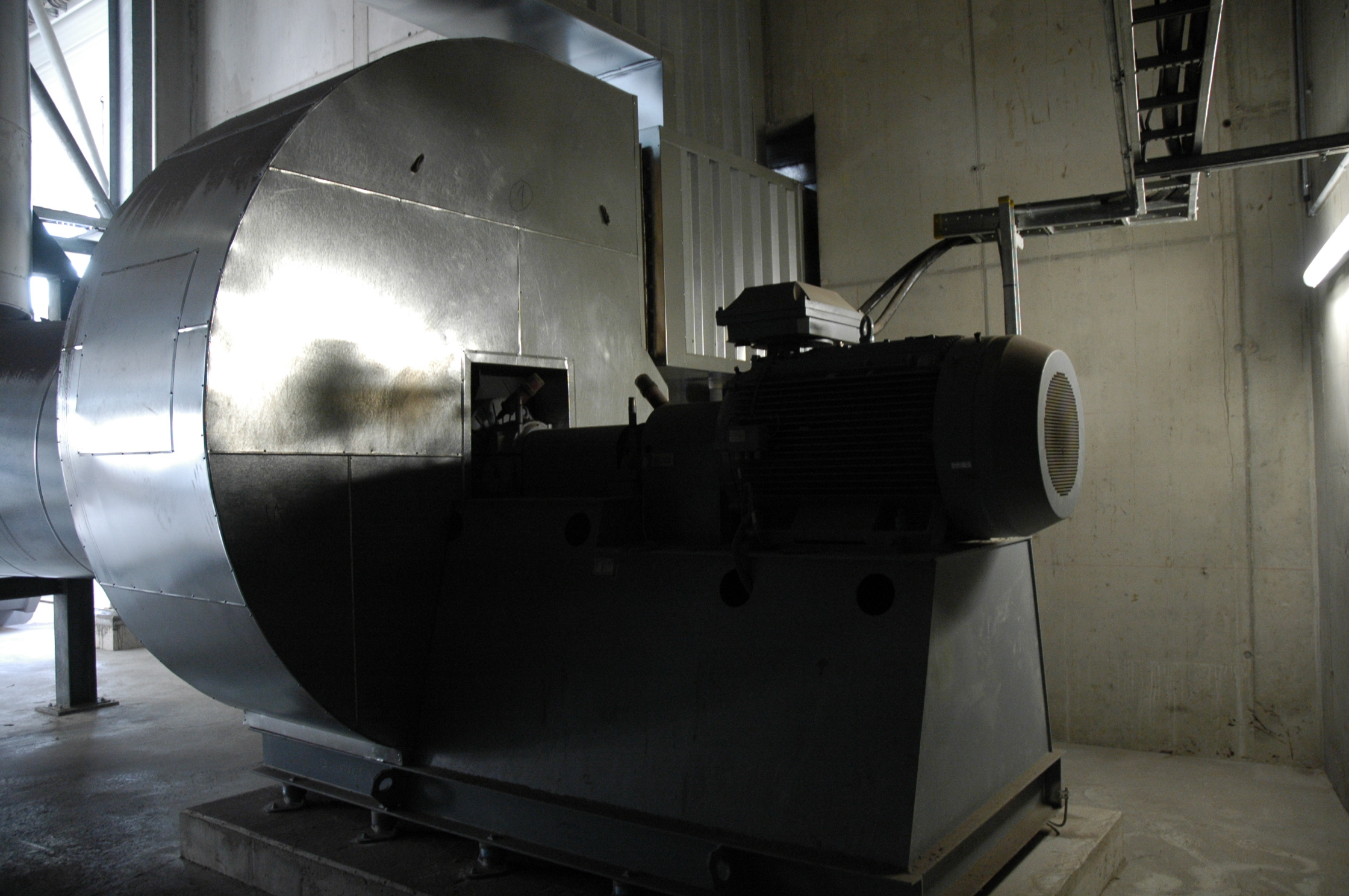
Saugzug

## Energiewirtschaft
Das Biomasseheizkraftwerk ist als hocheffiziente Kraft-Wärme-Kopplungsanlage anerkannt, da die Primärenergieeinsparung bei der kombinierten Erzeugung von Strom und Wärme größer als 10 % ist.
| Art         | Installierte Leistung in MW | Mittlere Leistung in GWh/a | Menge                        |
| ----------- | --------------------------- | -------------------------- | ---------------------------- |
| Waldhackgut | 28                          | 174                        | 200.000 SRM                  |
| Strom       | 5                           | 36                         | Bedarf von 10.000 Haushalten |
| Wärme       | 18                          | 72                         | Bedarf von 10.000 Haushalten |

## Ökologie
Die CO2-Einsparung beträgt mehr als 30.000 t pro Jahr. Die lokale Wertschöpfung ist durch den Einsatz von Waldhackgut aus dem in der Nähe liegenden Wienerwald als Primärenergieträger hoch und es ist ein Gleichgewicht zwischen nachwachsenden Rohstoffen und dem Verbrauch gegeben. Die Wärmeerzeugung des Biomasseheizkraftwerkes ist etwa so hoch wie alle Haushalte von Baden an Raumwärmeenergie verbrauchen; da aber nicht alle Haushalte angeschlossen sind, wird auch Wärme an Schulen und Gewerbe geliefert. In Baden leben etwa 1,6 % der niederösterreichischen Bevölkerung und das Biomasseheizkraftwerk benötigt etwa 1,3 % des niederösterreichischen Holzzuwachses, der nachhaltig entnommen werden kann, also unter Berücksichtigung des Biomassebedarfs für den Bodenschutz und der Wertholzgewinnung.

## Turbinenbild mit Erläuterung
Wenn man mit dem Mauszeiger über das Bild streicht, erhält man eine Erklärung der Bauteile, mit zugehörigem Link im Wikipedia.
Dampfturbine des Biomasseheizkraftwerkes. Baujahr 2006, Leistung: 5.000 kW, Drehzahl des Läufers: 12.000 1/min